# Історичний архів (Тетово)
Історичний архів Тетово — підрозділ Державного архіву Північної Македонії.

## Історія
Історичний архів працює як підрозділ Державного архіву Північної Македонії (ДАРМ) і знаходиться на вулиці Михайло Дімов 1. Був створений як Історичний архів у 1961 році, а сьогодні його юрисдикція це дев'ять муніципалітетів: Гостивар, Тетово, Брвениця, Боговинє, Желино, Єгуновце, Теарце, Врапчиште, Маврово і Ростуша.
Переважно, матеріали охоплюють період після 1944 року.